# Mauves-sur-Huisne
Mauves-sur-Huisne é uma comuna francesa na região administrativa da Normandia, no departamento Orne. Estende-se por uma área de 14,22 km². Em 2010 a comuna tinha 551 habitantes (densidade: 38,7 hab./km²).